# 冨谷至
冨谷 至（とみや いたる、1952年1月1日 - ）は、日本の古代中国史学者。京都大学名誉教授。スウェーデン王立アカデミー（文学・歴史・考古）外国人会員。

## 経歴
1952年、大阪府生まれ。京都大学文学部史学科に入学し、東洋史を専攻した。1975年に卒業し、同大学大学院へ進学。1977年、修士課程を修了。
京都大学人文科学研究所助手の後、大阪大学教養部助教授に就いた。1990年、京都大学人文科学研究所助教授。2013年、同研究所教授に昇格。在職中に、イギリス・ケンブリッジ大学訪問研究員、ドイツ・ミュンスター大学客員教授、中国・西北大学客員教授を務めた。1997年、文学博士号を取得。2017年、京都大学を定年退職し、名誉教授となった。その後は龍谷大学文学部教授となり、教鞭をとった。2022年、龍谷大学を定年退職。

## 受賞・栄典
- 2016年：第10回「立命館白川静記念東洋文字文化賞・教育普及賞」を受賞(簡牘、出土文献の知識の普及に対して)[6]。

## 研究内容・業績
専門は中国法制史・古文書学。

## 著作
著書
- 『ゴビに生きた男たち 李陵と蘇武』白帝社〈中国歴史人物選 2〉1994
- 『古代中国の刑罰 髑髏が語るもの』中央公論社〈中公新書〉1995
- 『秦漢刑罰制度の研究』同朋舎〈東洋史研究叢刊〉1998
- 『韓非子 不信と打算の現実主義』中公新書2003
- 『木簡・竹簡の語る中国古代 書記の文化史』岩波書店〈世界歴史選書〉2003
  - 増補版 2014年
- 『教科書では読めない中国史 中国がよくわかる50の話』小学館 2006[7]
- 『文書行政の漢帝国 木簡・竹簡の時代』名古屋大学出版会 2010
- 『中国義士伝 節義に殉ず』中公新書 2011
- 『四字熟語の中国史』岩波新書 2012
- 『中華帝国のジレンマ 礼的思想と法的秩序』筑摩書房〈筑摩選書〉2016
- 『漢唐法制史研究』創文社 2016
- 『漢倭奴国王から日本国天皇へ 国号「日本」と称号「天皇」の誕生』臨川書店〈京大人文研東方学叢書〉 2018
- 『日本国号と天皇号の誕生と展開　再論「漢倭奴国王から日本国天皇へ」』臨川書店 2024

共編著
- 『流沙出土の文字資料 楼蘭・尼雅出土文書を中心に』京都大学学術出版会 2001
- 『中国人物列伝』木田知生共編、恒星出版 2002
- 『邊境出土木簡の研究』朋友書店(京都大學人文科學研究所研究報告) 2003
- 『中国の歴史 上（古代・中世）』愛宕元共編、昭和堂 2005
- 『江陵張家山二四七號墓出土漢律令の研究 譯注篇/論考篇』(京都大學人文科學研究所研究報告) 朋友書店 2006
- 『東アジアの死刑』京都大学学術出版会 2008
- 『漢字の中国文化』昭和堂 2009
- 『木簡と中国古代』目黒杏子・土口史記共著、研文出版（京大人文研漢籍セミナー）2015年
- 『漢簡語彙考証』岩波書店 2015[8]
  - 『漢簡語彙 中国古代木簡辞典』京都大學人文科学研究所簡牘研究班編。同上
- 『岩波講座世界歴史』岩波書店 2021[9]

訳注
- 『漢書五行志』班固、 吉川忠夫共訳注、平凡社東洋文庫 1986
  - ワイド版 2007年
- 『本朝度量権衡攷』狩谷掖齋、平凡社東洋文庫 1991-1992
  - ワイド版 2008年